# En försvunnen värld (film, 1940)
En försvunnen värld (engelska: One Million B.C.) är en fantasyfilm från 1940 i regi av Hal Roach och Hal Roach, Jr. I huvudrollerna ses Victor Mature, Carole Landis och Lon Chaney, Jr. Filmen nominerades till två Oscars, för bästa specialeffekter och bästa filmmusik. En nyinspelning gjordes 1966, med titeln Giganternas kamp.

## Rollista i urval
- Victor Mature - Tumak
- Carole Landis - Loana
- Lon Chaney, Jr. - Akhoba
- Conrad Nagel - skäggig berättare i grotta
- John Hubbard - Ohtao
- Nigel De Brulier - Peytow
- Mamo Clark - Nupondi
- Inez Palange - Tohana
- Edgar Edwards - Skakana
- Jacqueline Dalya - Soaka
- Mary Gale Fisher - Wandi